# Конструктивизм (этничность)
Конструктиви́зм — научное направление в изучении этничности, представляющее этническую общность или нацию как социальный конструкт. Связывает этничность со сферой коллективного сознания, изучаемого социальной психологией. Наиболее авторитетная современная концепция этничности. В США, Канаде и Европе подход является практически общепринятым; преобладает в современной российской науке.
Среди разработчиков данного направления выделяют Б. Андерсона, П. Бурдьё, Э. Геллнера, Э. Хобсбаума. В России главным последователем конструктивизма является В. А. Тишков.

## Конструктивистское понимание национализма
Конструктивисты полагают, что «этническое чувство и формулируемые в его контексте представления» представляют собой «интеллектуальный конструкт писателей, ученых, политиков».
Б. Андерсон понимал воображаемость наций в том смысле, что они представляют собой символические ресурсы, позволяющие сообществу существовать, в то время как «члены даже самой маленькой нации никогда
не будут знать большинства своих собратьев по нации, встречаться с ними или даже слышать о них, в то время как в умах каждого из них живет образ их общности». Нация по Андерсону — продукт творчества, воображения людей.
Некоторые конструктивисты ссылаются на широкий спектр фактов изобретения и внедрения этнических традиций в современном мире. Э. Геллнер и вовсе говорил о искусственности, фальшивости наций, не имеющих ничего общего с реальностью повседневного опыта.
Критику классического конструктивизма осуществлял П. Бурдьё, а также его последователь Р. Брубейкер. Оба отрицали необходимость рассматривать этнические группы как предмет исследования, говоря о качественно иных проявлениях этничности. По мнению последнего, этничность в принципе проявляет себя не столько через группу, сколько через категории, схемы, идентификации, языки, истории, институты, организации, связи и действия.
В. А. Тишков определяет этнос как «группу людей, члены которой разделяют общее название и элементы культуры, имеют общее происхождение и историческую память, обладают чувством солидарности, и все эти признаки — результат особых усилий, особенно процесса нациостроительства».

## Критика конструктивизма
В качестве недостатков конструктивистской концепции современные исследователи указывают на повышенную идеологизированность, излишнюю приверженность функциональным (телеологичным) объяснениям, преувеличение роли этнических элит, неспособность объяснить системную устойчивость этноидентичностей и пр.